# 草本

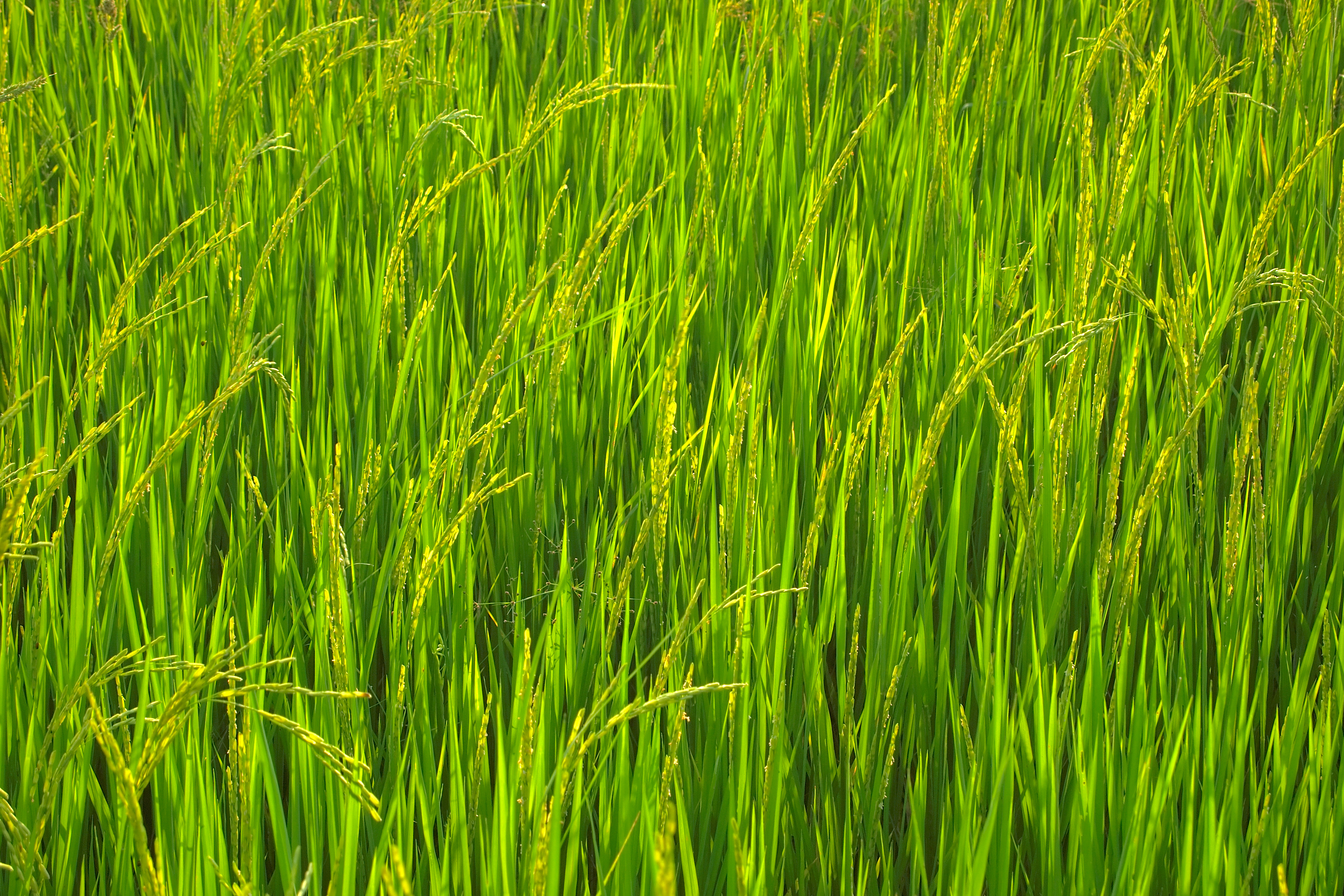
草

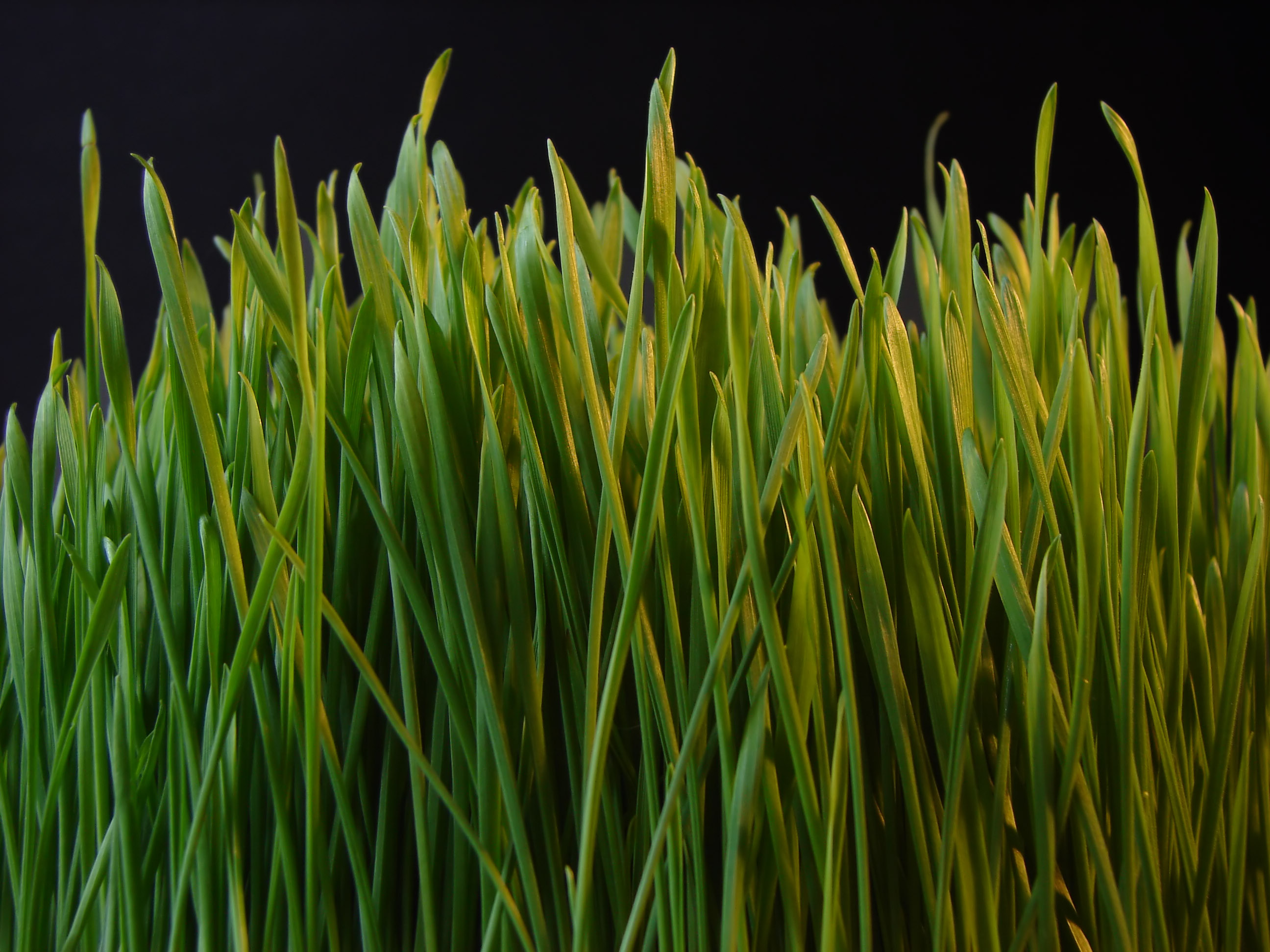
草

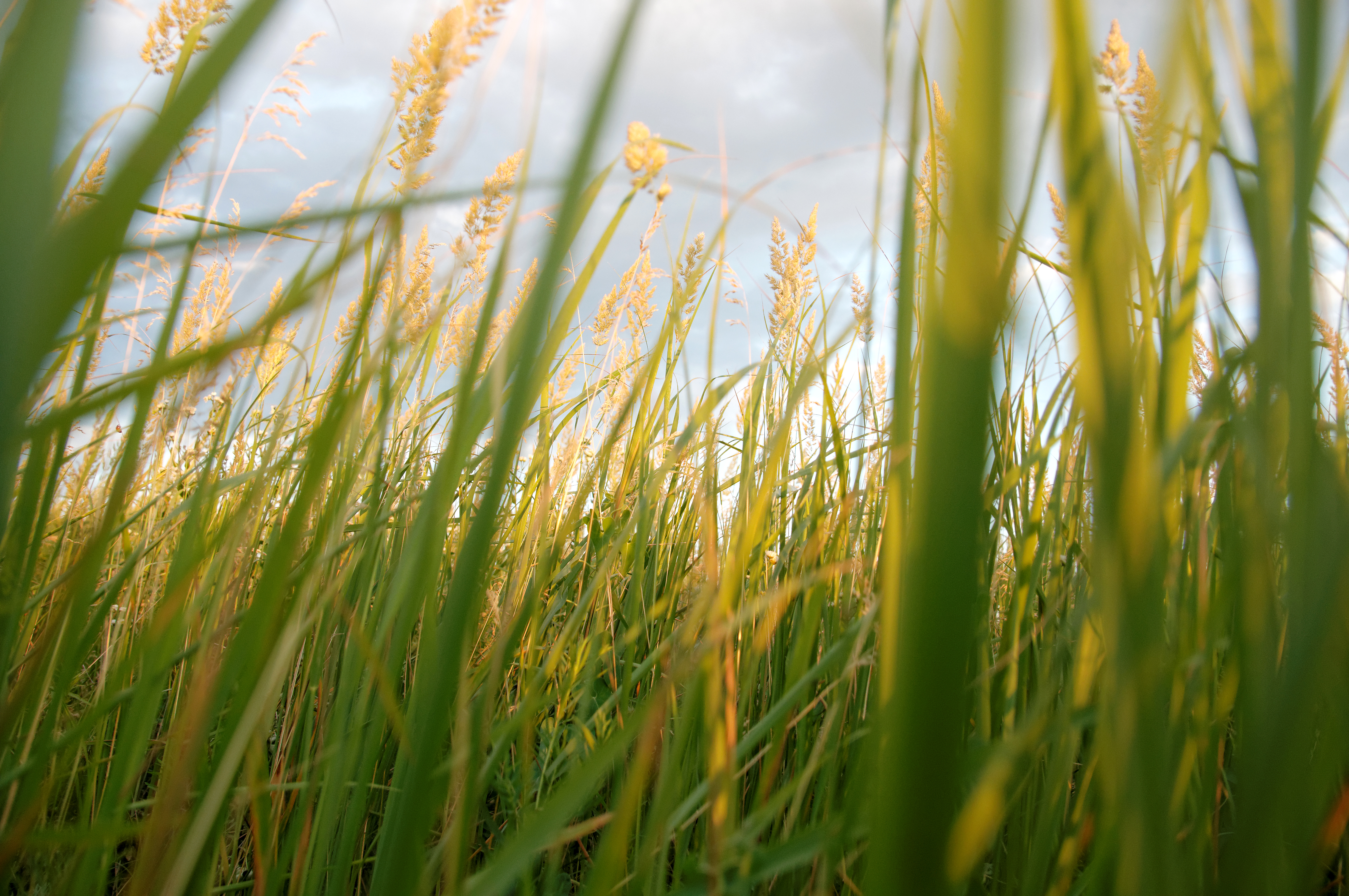
草

草本（そうほん）とは、一般に草（くさ）と呼ばれる、植物の生活の型の一つである。

## 草本の構造
草本とは、木本（もくほん）に対応する概念で、木にならない植物を指す。すなわち、樹木のように大きくならず、太く堅い幹を持たない植物である。
より具体的な定義は茎の構造の違いに求められる。樹木は幹の周囲にある分裂組織・形成層で内側に道管を主体とする木部を形成し、これが材を形作る。したがって、草とはそれを行わない植物に該当する。双子葉植物では、茎の内部の周辺域に、内側に道管、外側に師管の配置する維管束が並ぶ。木本ではこの道管と師管の間に形成層が入り、内側に道管を作ってゆくが、草では形成層がないか、またはあまり発達しない。茎は多少堅くなるものもあるが木質化はせず、長さは成長してもあまり太らない。そのような特徴を持つものが草本である。
だが実際には木本と草本の境界はそれほど明確だとは限らない。例えばタケは形成層を持たず、茎の太さも木本のような成長は行わないが、木質化するので木本と考える場合がある。高山植物のツガザクラやイワウメなどは形成層を持ち、茎も木質化するが、ごく背が低く太くなるのも遅いため、草にしか見えないものが多い。これらの植物は場合によって木とも草とも扱われる。
一方、バナナや熱帯に生育するショウガ目の植物には背丈が数メートルを越えるようなものもあるが、これらの茎の構造は明らかに草本である。熱帯雨林ではその高さでも樹木の下生えになる。

## 草の生活
草は体が小さく、寿命も木に比べて短い。種子が芽生え、成長し、花をつけ、種子を形成するのが植物の生活の一つのまとまりになる。1年以内にそれを終えて枯れるものを一年草という。冬の前に芽生え、春に成長して秋までに結実すれば、2年にまたがるので二年草と言うこともあるが、実質的には一年草である。また、1年目に発芽し、2年目に葉を広げ、3年目に花を咲かせて枯れるものもある。さらに極端なものでは、リュウゼツランのように数十年かけて成長し、花を咲かせると枯れるものがある。これらは一稔草ともいわれる。
複数年にわたって生育し、何度も種子をつけるものを多年草という。冬に地上部が枯れるものを特に宿根草と言うこともある。どちらかと言えば園芸関係で使われることが多い｛植物である｜用語である｝。
小さな木の枝のような姿の草もあるが、それとは異なった姿の植物も数多い。茎が地中や地表にあって短いものは、葉だけが地上に伸びる。このような、地面際から出る葉を根生葉，根出葉（こんせいよう，こんしゅつよう）という。根生葉が地表に放射状に広がるものを、ロゼットと呼ぶ（例：タンポポ）。成長するに従って、根生葉を失うものもあり、その場合、根生葉と茎葉の形が違って、ずいぶん印象が変わるものがある。
地中に茎を発達させる草も多い。球根や地下茎などと呼ばれるが、様々な形のものがある。冬季に地上部がかれ、地下部のみが残るものは寒い地域に多い。
地表を這うものでは、茎の節から根を出し、次第に伸びてゆくと、古い茎から枯れて、次第に移動してゆく場合もある。

## 草への進化
陸上植物の進化を考えた場合、最初に陸上に進出したものは、草本の形であったと見るのが当然であり、そこから次第に丈夫な茎を持つ木本の形が進化したと考えられる。現生のシダ植物は大部分が草本型であるが、化石種では大木になるものも多くあった。これは、幹の構造の発達が不十分であるため後発の高等植物との競争に敗れ、小さいリソースで生活できる草本型のみが生き残った、あるいは草本に変化したと考えられよう。ちなみに裸子植物はすべて木本である。被子植物は木本と草本が入り交じるが、一般に、草本は木本から進化してきたと考えられる。単子葉植物はほとんどが草である。したがって、現在の主な草本は木本に進化したものから、改めて草本の形を取るように進化したものと見るべきである。
植物は光合成を行う。地上における光は太陽から来るので、光は常に上から来る。したがって、背が高いものは背が低いものより絶対的に有利である。にもかかわらず、草として生活する植物の種類は、樹木より多い。中生代では温暖な気候が数億年に渡って続き、木本植物の巨大化競争は絶頂期に達した。現生で最大の樹木であるセコイアを筆頭に裸子植物は大木になるものが多いが、これらは中生代に栄えた種の末裔である。裸子植物は受粉後も種子が成熟するまで数年を要するものが少なくなく、世代交代のサイクルは遅い。新生代に到ると断続的に氷河期が襲うようになり気候は寒冷化･不安定化する。これに伴って植物相も少ない生育リソースで子孫を残し、世代交代が速く変化に追随する能力が高い草本が優勢となった。
草本は背が高くなれないが、その代わりに生活の融通が利くのが利点である。植物体が小さい代わりに、生活時間が短く、一年草は1年以内に世代を終えることができる。それによって、攪乱を受け、開いた場があれば素早く侵入し、世代を繰り返す。一般に、植物群落の遷移では、まず草がはえて、それから木が侵入して森林へ、という順番が見られる。したがって、断続的に攪乱が行われる条件下では、草本が長期にわたって優占する、つまり草原の状態が長く続く場合もある。雑草もその一例であり、そのような環境には樹木は進入しがたい。
大きな樹木の生長した森林では、樹木の下の空間を利用する。あるいは着生植物として樹上に進出し、蔓植物として這い上がる。つまり、より小型の体を生かして、樹木の作る多様な足場を利用するようになっている。
また、樹木の成立しにくい環境にも草本は生活する。極端に乾燥が厳しく、雨の降る時期以外には生き延びるのが困難な場所でも、種子で休眠すればやり過ごせるし、条件の良い時期に一気に成長して種子をつけることができる。樹木では、1年で種子を作るというのはまずない。乾燥や寒さが厳しく、森林が成立する限界以上の所では、草原が成立することが多い。大陸中央の乾燥地帯などでは、イネ科を中心とする草原が広がる。また渓流周辺は時に増水して流されるため、樹木は育ちにくいが、渓流植物という一群の草本を中心とした植物がある。
生殖においては株別れや匍匐茎などによって無性生殖を行うものが多い。横に広がって数を増やすものは、野外では小さなコロニーを形成するものが多い。そのような場合、一つのコロニーは単一の種子に由来するクローンと見なせる。光合成で得た栄養から、どれだけの種子を作るか、あるいはどれだけを無性生殖に配分するか、といった問題は、植物の生活史戦略の研究課題である。